# Stüssy
Stüssy (МФА /ˈstuːsi/) — (правильно читается Стуси) американский стритвер-бренд одежды, обуви и других изделий, основанный Шоном Стусси в начале 1980-x годов как частная компания. Бренд зародился в Лагуна-Бич, штат Калифорния, среди многих других в то время, как спортивная одежда для сёрфинга, но быстро распространился среди молодёжи в качестве уличной одежды, был принят в хип-хоп-культуре.

## История
Основатель компании, Шон Стусси (родился в 1954 году), был калифорнийским производителем досок для сёрфинга. Логотип, определяющий бренд, появился в 1980-x годах, после того, как Шон Стусси начал подписывать сделанные им доски для сёрфинга специальным маркером. В дальнейшем он начал использовать этот логотип на футболках, шортах и кепках, которые он продавал прямо из своей машины в Лагуна-Бич. Подпись была образована от имени дяди Шон Стусси, — Яна Стусси.
В 1984 году Стусси и его друг, Фрэнк Синатра — младший (никак не связанный с певцом), заключили партнёрство по продаже одежды. Компания открыла свои первые филиалы в Европе в 1988 году, а после свой бутик в районе Сохо на Манхэттене. В 1990-е годы бренд активно развивался, открывая новые магазины. Доход компании по отчёту за 1991 год составил семнадцать миллионов долларов и 20 миллионов в 1992 году. К 1992 году бренд продавался по всей территории США в собственных магазинах и универмагах вместе с другой дорогой одеждой в «калифорнийском стиле». За пределами США, бренд можно было встретить в специализированных магазинах вместе с другими дорогими брендами.
В 1996 году Шон Стусси покинул пост президента компании и Синатра купил его долю. Семья Синатры по-прежнему полностью владеет компанией. Согласно веб-сайту бренда, его продукция на данный момент доступна в фирменных магазинах и других розничных сетях в Европе, Азии, США, Канаде и Австралии.

## Стиль
Быстрым коммерческим успехом бренд обязан высокой популярности хип-хоп-культуры, культуры сёрферов и скейтеров. Бренд также получил признание у панков и некоторых других уличных субкультур. В 1992 году в интервью Шон Стусси сказал: «Все называют это одеждой для сёрфинга, или стритвиром, или уличной сёрфинг-одеждой... Я никак не называю это и делаю это специально».